# БАД-2
БАД-2 (Боевая автодрезина №2) — советский экспериментальный плавающий бронеавтомобиль, по документам тех лет также классифицировался как «броне-авто-водо-машина».

## Создание чертежей
Разработка бронеавтомобиля БАД-2 велась под руководством технического отделения экономического отдела полномочного представительства ОГПУ. Ранее под руководством этого же отделения ОГПУ был разработан бронеавтомобиль БАД-1. Базой служил грузовик «Ford-Timken», партия которых закуплена СССР в начале 1930-х годов. Начальник технического отдела ОГПУ Медведев в начале 1932 года передал один грузовик на ленинградский завод «Большевик», где бригада инженеров под руководством Н. Обухова начала работу над бронеавтомобилем. Интерес проявили и военные, которые вскоре взяли работу под свой контроль.

## Описание
Конструкция бронеавтомобиля была оригинальна: корпус в форме лодки крепили к раме ходовой части сваркой и болтами, задние сдвоенные колёса закрыты изогнутым бронещитом, начинавшимся в передней части и огибавшем носовое колесо, а над корпусом небольшашая коробкообразная надстройка. Двигатель в носовой части, за ним отделение управления, оставшаяся часть машины - боевое отделение. Машина могла перемещаться и на обычных колёсах, и на железнодорожных бандажах (смена хода занимала около 30 минут), а для плавания она с трёхлопастным гребным винтом на конце червяка передачи заднего моста. На плаву вращались и задние колёса, а на шоссе вращался и винт. Киля не было, поэтому поворот на воде только при помощи передних колёс, а на задние приходилось надевать гусеничные цепи типа резино-металлических гусениц «кегресс». Вентиляция боевого отделения через жалюзи, закрываемых броневыми кожухами. В моторное отделение воздух поступал через колпаки грибовидной формы на корпусе. Для откачки попавшей в корпус воды ручной насос. В передней башне конической формы 37-мм пушка Б-3, в кормовой башне и в лобовом листе корпуса по одному 7,62-мм пулемету ДТ.

## Испытания
Испытания в конце весны 1932 года в окрестностях завода «Большевик» под Ленинградом выявили большое количество недостатков: из-за желания разработчиков максимально повысить уровень защиты, двигатель часто перегревался, а доступ к основным агрегатам затруднен. На воде БАД-2 держался неплохо, но из-за особенностей корпуса управляемость была плохой, а выходить нормально из воды можно было только при пологом береге и твердом дне. Движение по мягкому грунту или песку было трудным. КБ завода оперативно провело доработки, при которых заменили фары и убрали кожухи вентиляционных жалюзи. В таком виде бронеавтомобиль больше устроил заказчика, что позволило 2 августа 1932 года заключить договор между УММ РККА и опытным отделом машиностроительного завода имени Ворошилова на проектирование и изготовление улучшенного бронеавтомобиля БАД-3. Но выполнить это завод не смог и в план опытного строительства на 1933 год включил модернизированный БАД-2. Заказ на 25 машин размещен на Ижорском заводе, куда скоро доставлен опытный образец для детального изучения. Но и здесь работы по плавающей бронемашине двигались медленно из-за загрузки другими заказами. В итоге в сентябре 1933 года разработка прекратилась, а последнее сообщение УММ РККА в наркомат обороны содержало: «БАД (плавающий) из 25 будет, вероятно, сдано не более 15…» Тем не менее, бронеавтомобиль принял участие в параде 1 мая 1933 года на площади Урицкого, пройдя в одном строю с БАД-1 и другой бронетехникой, после чего бронеавтомобиль преодолел Неву по воде.